# Овчарово (Тирговиштська область)
Овча́рово (болг. Овчарово) — село в Тирговиштській області Болгарії. Входить до складу общини Тирговиште.

## Населення
За даними перепису населення 2011 року у селі проживали 573 особи.
Національний склад населення села:
| Національність   | Кількість осіб | Відсоток |
| ---------------- | -------------- | -------- |
| турки            | 567            | 99,0%    |
| болгари          | 5              | 0,9%     |
| цигани           | 0              | 0%       |
| Всього відповіли | 573            |          |

Розподіл населення за віком у 2011 році:
Динаміка населення: